# Nokomis
Pour les articles homonymes, voir Nokomis (homonymie).
Dans les langues algonquiennes, Nokomis veut dire « ma grand-mère ».
Nokomis est également un prénom féminin.

## Sens et origine du prénom
- Prénom féminin d'origine nord-amérindienne[1].
- Prénom qui signifie « fille de la lune » chez les Ojibwés.

## Prénom de personnes célèbres et fréquence
- Prénom aujourd'hui peu usité aux États-Unis[2].
- Prénom qui n'a jamais été donné en France[3].